# Dilawar Khan
Dilawar Khan fou el fundador del sultanat de Malwa. La tradició el considera un descendent dels gúrides. El seu nom de naixement era Hasan.
Va rebre un càrrec de l'emperador Firuz Tughluk i vers el 1392 o 1393 va ser nomenat governador de Malwa. En aquest temps va agafar probablement el nom de Dilawar Khan. Va acollir al fugitiu Nasir al-Din Mahmud Shah III Tughulk el sultà tughlúquida de Delhi expulsat per Tamerlà (1398). La seva fidelitat al sobirà de Delhi li va causar el trencament amb el seu fill Alp Khan (Hushang Shah) que es va establir a Mandu. Després de l'expedició de Tamerlà, Mahmud Shah va poder tornar a Delhi el 1401, però Dilawar es va proclamar independent (de fet ja feia 9 anys que no pagava l'impost).
Va morir el 1405 potser enverinat pel seu fill, i en revenja el seu amic Muzaffar Shah I, rei de Gujarat, va envair Malwa.